# Сандлер, Оскар Аронович
Оскар Аронович Сандлер (13 (26) января 1910, Киев — 3 мая 1981, там же) — советский композитор, автор опер, оперетт, музыкальных комедий, балета, музыки к фильмам и спектаклям, песен. Заслуженный артист Казахской ССР (1943). Заслуженный деятель искусств Украинской ССР (1967).

## Биография
В 1937 году окончил Киевскую консерваторию, класс Глеба Таранова (дирижирование) и Виктора Косенко (композиция).
1937—1940 — ассистент дирижёра и дирижёр Киевского театра оперы и балета. Был заведующим музыкальной части Киевского русского драматического театра имени Леси Украинки (1940—1941), объединённого театра казахской и русской драмы (1941—1945, Алма-Ата), Киевской эстрады (1951).
Среди известных песен — «Девушка, помни меня», «Дружки», «За горами высокими», «Мы одни», «Насчёт картошки», «Песня советских китобоев», «Случай в ауле», «Футболисты», «Эстрада» (песня, написанная для артистов Тарапуньки и Штепселя), «Колыбельная» из ежедневной передачи для детей «На добраніч, діти!» («Спокойной ночи, малыши!») УССР.

## Почётные звания и награды
- Заслуженный артист Казахской ССР (1943)
- Заслуженный деятель искусств Украинской ССР (1967)
- медаль «За трудовую доблесть» (24.11.1960)

## Произведения

### Оперы
- 1946 — Собака на сене
- 1954 — В степях Украины

### Балеты
- 1961 — Сердце девичье

### Оперетты
- 1958 — Дарите любимым тюльпаны
- 1959 — Невесты не должны плакать
- 1972 — Каштаны Киева

### Музыкальные комедии
- 1949 — Фабрика чудес
- 1964 — На рассвете
- 1966 — Четверо с улицы Жанны[1]

### Музыка к фильмам
- 1942 — Антоша Рыбкин
- 1943 — Актриса
- 1943 — Белая роза
- 1945 — Близнецы
- 1945 — Зигмунд Колосовский
- 1947 — Центр нападения
- 1947 — Подвиг разведчика
- 1953 — Наши чемпионы
- 1955 — Приключения с пиджаком Тарапуньки
- 1955 — Гость с Кубани
- 1956 — Путешествие в молодость
- 1957 — Крутые ступени
- 1957 — Штепсель женит Тарапуньку
- 1958 — Мальчики
- 1959 — Черноморочка
- 1959 — Когда начинается юность
- 1960 — Приключения Перца (мультфильм)
- 1961 — Артист из Кохановки
- 1962 — Ехали мы, ехали
- 1965 — Месяц май
- 1969 — Сердце Бонивура
- 1969 — Похищение